# 싯다르트 나라 얀
싯다르트 나라 얀(Siddharth, 1979년 4월 17일 ~ )은 인도의 영화 배우이다.